# Mounes-Prohencoux

Mounes-Prohencoux este o comună în departamentul Aveyron din sudul Franței. În 1 ianuarie 2022 avea o populație de 193 de locuitori.